# Janika Sillamaa
Janika Sillamaa, född 23 juni 1975 i Tallinn, är en estnisk pop- och jazzsångerska och skådespelerska.
Janika Sillamaa är dotter till låtskrivaren Kaari Sillamaa. Som barn var Sillamaa aktiv inom barnteater och spelade bl.a. i uppsättningar av Tummelisa. Hon har studerat vid Tallinna Muusikakeskkoolis. Hon har därefter gjort sig ett namn som musikalartist och bl.a. spelat Maria Magdalena i Jesus Christ Superstar 1992. Hon släppte sitt debutalbum, Lootus, i december 1993. 1996 tog hon examen i pop- och jazzsång från Georg Otsa nimelise Muusikakooli. Sedan 2009 är hon solist i ensemblen Famagusta.
Sillamaa deltog i Estlands första uttagning till Eurovision Song Contest 1993 och framförde där alla åtta låtarna. Vinnarbidraget, Muretut meelt ja südametuld (skriven av Andres Valkonen och Leelo Tungal), utsågs av en expertjury. Tillsammans med deltagare från sex andra länder deltog hon i en kvalificeringsomgång inför tävlingen där fyra av länderna med flest poäng fick delta i Eurovision Song Contest. Sillamaa kom på 5:e plats med 47 poäng och blev därmed utslagen. Hon deltog åter i den estniska uttagningen 1998 och kom på 4:e plats med bidraget Viimne valge kuu, skriven av hennes mor och Koit Toome.
Sillamaa har även medverkat i de estniska tv-serierna Kelgukoerad (2006), Ohtlik lend, Pilvede all och Saladused.